# 法比安·漢密爾頓

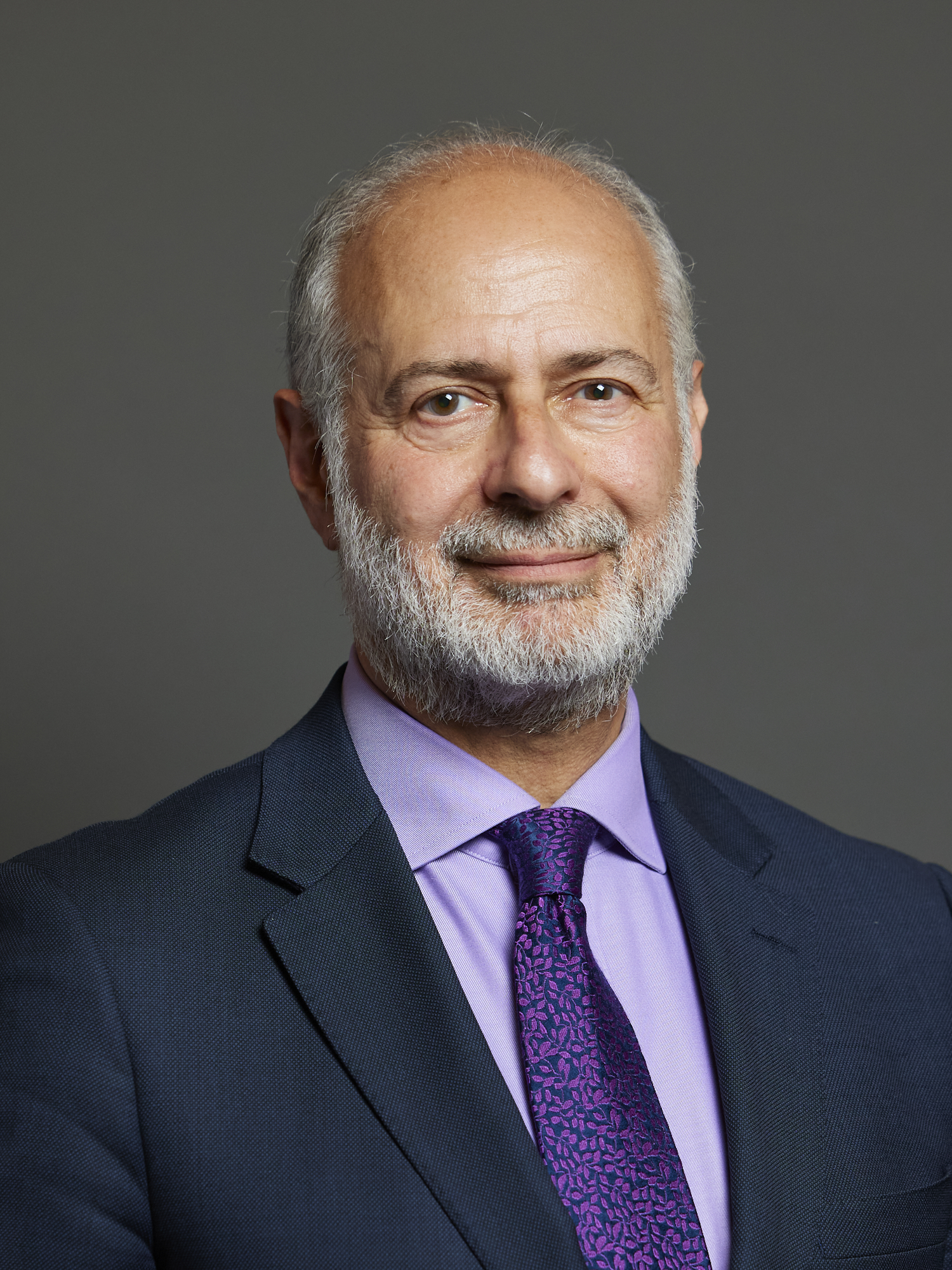

法比安·漢密爾頓（Fabian Hamilton，1955年4月12日—）是一位英國政治人物，他的黨籍是工黨。

## 生平
自1997年開始，他擔任東北利茲選區選出的英國下議院議員。他出生在倫敦的一個猶太人家庭，祖父曾是一位拉比，父母則都是自由黨成員。